# Uzi Dajan
Uzi Dajan (hebrejsky: עוזי דיין;‎ * 1948) je generálmajor Izraelských obranných sil (IOS) v záloze, izraelský politik a bývalý předseda Národní bezpečnostní rady.

## Biografie
Uzi Dajan je synovec Moše Dajana a jeho otec Corik byl zabit v bitvě u Ramat Jochanan v dubnu 1948. Jeho matka Miri se v březnu 1950 znovu vdala za Moše Rabinoviče, kterého potkala v létě předcházejícího roku v Římě. Společně měli dvě děti, Dana (* 1951) a Michala (* 1956). Uzi Dajan vyrůstal v mošavu ha-Jogev, později vstoupil do armády a patnáct let působil v elitní jednotce Sajeret Matkal. Postupně se vypracoval na velitele jednotky a působil rovněž jako velitel Centrálního velitelství, zástupce náčelníka Generálního štábu IOS a předsedy Národní bezpečnostní rady. Před volbami do Knesetu v roce 2006 založil stranu Tafnit; ta však nezískala dostatek hlasů, aby překročila volební práh. V polovině roku 2008 pak společně se stranou vstoupil do Likudu.
V srpnu 2011 se po trojnásobném teroristickém útoku v jižním Izraeli vyslovil pro možnost izraelské intervence na Sinajském poloostrově. Dodal, že by bylo třeba požádat Egypt o svolení, neboť izraelskou vojenskou přítomnost na poloostrově zakazuje egyptsko-izraelská mírová smlouva.

### Rodina a vzdělání
Vystudoval bakalářský obor matematiky a fyziky na Hebrejské univerzitě v Jeruzalémě, kde byl jeho učitelem nositel Nobelovy ceny za ekonomii profesor Robert Aumann. Poté studoval ve Spojených státech na Stanfordově univerzitě, kde získal magisterské vzdělání v oblasti operačního výzkumu. Je ženatý a se svou manželkou Tamar má tři děti.